# 小行星8173
小行星8173（英語：8173）是一颗围绕太阳公转的小行星。1991年9月11日，亨利·E·霍爾特在帕洛马山发现了此天体。
这颗小行星的绝对星等为49.89691等。